# Карл Сельтер
Карл Сельтер (ест. Karl Selter; 24 червня 1898, Коеру — 31 січня 1958 , Женева
) — естонський державний діяч, міністр економіки (1933—1938), міністр закордонних справ (1938—1939), підписав доленосні для Естонії договори: пакт про ненапад з Німеччиною (червень 1939) і договір про взаємодопомогу з СРСР (жовтень 1939).

## Життєпис
Закінчив юридичний факультет Тартуського університету в 1925, з 1922 почав працювати в Міністерстві оборони Естонії.
1933 року призначений міністром торгівлі. За його участю у 1934 році було підписано договір про торгівлю з СРСР. З 8 травня 1938 міністр закордонних справ.
Після захоплення Німеччиною Мемельського краю Литви 28 квітня 1939 Німеччина запропонувала укласти договори про ненапад Естонії, Латвії, Фінляндії, Данії, Норвегії та Швеції, від якого Швеція, Норвегія та Фінляндія відмовилися. Карл Сельтер очолив делегацію з переговорів про укладення Договору про ненапад між Німеччиною та Естонією, в якому було позначено фактичний протекторат Німеччини над Естонією, а в секретній клаузулі було обумовлено зобов'язання сприяти Німеччині на основі визнання, що «небезпека нападу існувала лише з боку Радянської Росії та що розсудлива реалізація політики нейтралітету вимагає розгортання всіх оборонних сил проти цієї небезпеки». Німеччина зобов'язувалася надавати допомогу союзникам «в тій мірі, наскільки вони самі не в змозі це зробити», що, по суті, було прихованим військовим протекторатом.
Одночасно Сельтер керував естонською делегацією торгового договору з Радянським Союзом. Напередодні їхнього чергового раунду стався інцидент із польським підводним човном «Орел», який був інтернований у порту Таллінна напередодні нападу СРСР на Польщу. Після вторгнення Радянського Союзу в Західну Білорусь і Західну Україну польський підводний човен зміг залишити порт Таллінна і піти в Англію.
24 вересня 1939 року Сельтер прибув до Москви на запрошення уряду Союзу РСР. Увечері його прийняв у Кремлі голова Ради Народних Комісарів та народний комісар із закордонних справ В.Молотов. Зазначивши, що нова угода про торгівлю готова, він зазначив, що політичні відносини між Радянським Союзом та Естонією незадовільні. «Втеча інтернованого польського підводного човна з Таллінна показує, що уряд Естонії або не хоче, або не може підтримувати лад у своїй країні і тим самим ставить під загрозу безпеку Радянського Союзу, — зазначив Молотов. — Підводний човен був відремонтований у Таллінні, забезпечений паливом, йому було залишено 6 торпед і надано можливість піти. Радянський Союз, який має на Балтійському морі значні інтереси: великий порт у Ленінграді, великі військові та торгові флоти, нічим не захищений від подібних несподіванок і в майбутньому. Необхідно дати Радянському Союзу дієві гарантії для зміцнення його безпеки… і укласти військовий союз або договір про взаємну допомогу, який натомість забезпечував би Радянському Союзу права мати на території Естонії опорні пункти чи бази для флоту та авіації».
Сельтер відбув для переговорів із президентом і парламентом до Таллінна, після чого 26 вересня договір із СРСР був підписаний, а в жовтні 1939 року ратифікований.
Наступного дня після підписання, 27 вересня, Сельтер продовжив переговори вже про чисельність контингенту радянських військ в Естонії. Молотов визначив його чисельність у 35 000 осіб, а після заперечень Сельтера присутній на переговорах Й. Сталін назвав 25 000 військовослужбовців мінімально необхідними з таким аргументом: «Не повинно бути надто мало військ — інакше ви їх оточите і знищите». У відповідь Сельтер заявив Сталіну: «Це образливо. Ми укладаємо союзний договір, а ви кажете так, ніби ми найлютіші вороги…». У результаті 28 вересня Пакт про взаємодопомогу між СРСР та Естонською Республікою з Конфіденційним протоколом до нього було підписано, при цьому чисельність радянського контингенту визначено у 25 000 військовослужбовців.
4 жовтня уряд подав у відставку, а разом із відмовою від посади міністра Сельтер склав і депутатський мандат, ставши послом Естонії у Швейцарії, Італії та Ватикані, а також постійним представником у Лізі Націй.
Після окупації Естонії СРСР залишився у Швейцарії.
У 1952 став послом Естонської республіки у ФРН, яка не визнавала включення Балтійських країн до складу СРСР.